# حويجة فرج (الرقة)
حويجة فرج قرية سورية تتبع ناحية مركز الرقة في منطقة مركز الرقة في محافظة الرقة. بلغ عدد سكانها 945 نسمة في عام 2004 حسب إحصاء المكتب المركزي للإحصاء.